# Kaczkówko
Kaczkówko – osada w Polsce położona w województwie kujawsko-pomorskim, w powiecie żnińskim, w gminie Żnin.
W latach 1975–1998 miejscowość administracyjnie należała do województwa bydgoskiego. Według Narodowego Spisu Powszechnego (III 2011 r.) liczyła 138 mieszkańców. Jest 33. co do wielkości miejscowością gminy Żnin. Według monografii z 1848 roku „Opisanie historyczno-statystyczne Wielkiego Księztwa Poznańskiego” autorstwa Ludwika Platera, Kaczkowko w 1848 roku liczyło 65 mieszkańców, a w wiosce znajdowało się 5 domostw.

## Zabytki
Według rejestru zabytków NID na listę zabytków wpisany jest zespół dworski z przełomu XIX/XX w., nr rej.: A/1429 z 15.06.1985:
- dwór, 4. ćwierć XIX w.
- park
- zabudowania gospodarcze, początek XX w:
  - stajnia
  - owczarnia
  - stodoła
  - obora
  - kuźnia, 1890 r.